# CA Juventud
Club Atlético Juventud – urugwajski klub piłkarski założony 24 grudnia 1935, z siedzibą w mieście Las Piedras w departamencie Canelones.

## Historia
Klub założony został 24 grudnia 1935 pod nazwą Club Atlético Ildu, która to nazwa była nazwą firmy tekstylnej sponsorującej nowo powstały klub. Pierwszym prezesem klubu był Carlos María Cabrera. Obecna nazwa klubu Club Atlético Juventud obowiązuje od 1946. W 1980 klub przystąpił do rozgrywek ligi profesjonalnej, organizowanych przez federację Asociación Uruguaya de Fútbol. W 1999 mistrzostwo drugiej ligi dało awans do pierwszej ligi Primera División Uruguaya, w której Juventud zadebiutował w 2000. Po czterech sezonach Juventud spadł w 2003 z powrotem do drugiej ligi, w której gra do dziś, czyli do 2006.

## Osiągnięcia
- Mistrz drugiej ligi urugwajskiej (Segunda división uruguaya): 1999